# Coudons
Coudons é uma comuna francesa na região administrativa de Occitânia, no departamento de Aude. Estende-se por uma área de 9,5 km². Em 2010 a comuna tinha 53 habitantes (densidade: 5,6 hab./km²).